# Cantone di Annecy-Nord-Est
Il Cantone di Annecy-Nord-Est era una divisione amministrativa dell'Arrondissement di Annecy.
A seguito della riforma approvata con decreto del 13 febbraio 2014, che ha avuto attuazione dopo le elezioni dipartimentali del 2015, è stato soppresso.

## Composizione
Comprendeva parte della città di Annecy.